# Assemblée générale extraordinaire de l'Union astronomique internationale de 1973
Une assemblée générale extraordinaire de l'Union astronomique internationale s'est tenue le 4 septembre 1973 à Varsovie, en Pologne, en commémoration de la naissance de Nicolas Copernic 500 ans auparavant.